# لویدمینستر
لویدمینستر یکی از شهرهای کانادا است که مشخصه جغرافیایی منحصر به فرد آن قرار گرفتن بر روی خط مرزی استان آلبرتا و استان سسکچوان می‌باشد. برخلاف سایر موارد مشابه (مانند اتاوا-هول وبا تکزارکانا) لویدمینستر دو شهر جدا در دوسوی مرز با نام مشابه نیست بلکه یک شهر واحد و دارای یک شهرداری می‌باشد.

## جغرافیا
مرز استانی در امتداد شمال - جنوب و بر روی خیابان پنجاهم (خیابان میانی) در مرکز شهر قرار گرفته‌است. آدرس‌های شرق خیابان پنجاهم در استان سسکچوان و آدرس‌های غرب آن در استان آلبرتا واقعند. شهر لویدمینستر از سمت غرب به "رودخانه ورمیلیون " در آلبرتا، از شمال شرق به شهرداری روستایی بریتانیا شماره ۵۰۲ ساسکچوان و از جنوب شرق به شهرداری روستایی ویلتون شماره ۷۲ سسکچوان منتهی می‌شود.
لویدمینستر تنها شهری نیست که مرز استانی کانادا در آن قرار دارد. شهر "فلین فلون" در استان مانیتوبا نیز بخش کوچکی از آن در سسکچوان واقع است. در منطقه‌ای که پایتخت کانادا قرار دارد، "اتاوا - انتاریو"، و "گاتینو - کبک " هر دو یک شهر واحد را تشکیل می‌دهند که "دو استانه" محسوب نمی‌شوند زیرا که هر قسمت آن یک شهرداری مجزا دارد.
شرایط خاص لویدمینستر شامل مسائل قانونی دیگر مانند ساعت محلی نیز می‌شود. در قانون آلبرتا تغییر ساعت به منظور استفاده از نور خورشید اجباری است اما در سسکچوان چنین نیست. قوانین شهر لویدمینستر، پیروی از قانون آلبرتا در این مورد را در هر دو سوی مرز مجاز می‌گرداند. این موضوع باعث می‌شود که لویدمینسترو حومه آن در زمستان بر روی «ساعت استاندارد کوهستان» در هم‌زمانی با سایر شهرهای آلبرتا قرار گیرد. در طول تابستان آلبرتا بر روی «ساعت استاندارد کوهستان» قرار دارد و سسکچوان بر روی «ساعت استاندارد مرکزی» قرار دارند که هر دو ۶ ساعت از گرینویچ عقب می‌باشند. لویدمینستر برای شرکت در انتخابات شهرداری‌ها از برنامه سسکچوان پیروی می‌کند.
در موردی بحث‌انگیز لویدمینستر نتوانست از قانون منع کشیدن سیگار که در مجلس سسکچوان به تصویب رسید مستثنی شود. شهروندان با ترتیب دادن یک همه پرسی برخلاف میل شهردار، چنان‌که در قانون شهر مجاز گردیده، توانستند قانون منع کشیدن سیگار در کل شهر را به تصویب برسانند. البته این موضوع پس از اینکه آلبرتا هم قانون مشابهی را به تصویب رسانید اهمیت خود را از دست داد و این همان راه‌حل مورد انتظار شهردار و شورای شهر بود.

## تاریخ

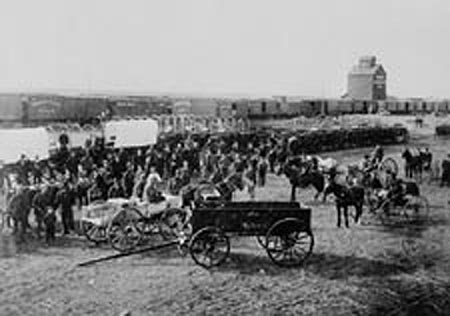
مستعمره نشینان در سال ۱۹۰۳

شهر در سال ۱۹۰۳ میلادی با ایده منع مصرف الکل و با این هدف تأسیس شد که محل اقامت مستعمره‌نشینان انگلیسی باشد. در زمانی که این منطقه هنوز زیرمجموعه «مناطق شمال غرب» بود این شهر بر روی نصف‌النهار چهارم قرار گرفت. این نصف‌النهار قرار بود بر روی مدار ۱۱۰ درجه غربی واقع باشد ولی نقشه‌برداری‌های نادرست در آن زمان باعث شد که در عمل چند صد متر در غرب جایگاه واقعی آن قرار گیرد.
با وجود اینکه در سال ۱۹۰۳ واضح بود که تشکیل یک استان جدا در این منطقه حتمی است، باور عمومی این بود که کل این منطقه یک استان خواهد شد. ساکنان منطقه از تصمیم جدی دولت فدرال برای جلوگیری از تشکیل فقط یک استان در این منطقه آگاهی نداشتند و نمی‌دانستند که نصف‌النهار چهارم به عنوان مرز بین دو استان مد نظر است. اگر آن‌ها از این موضوع آگاهی داشتند بعید به نظر می‌رسد که شهر جدید خود را بر روی مرز آینده دو استان بنا می‌کردند.
نام شهر از روی نام جورج لوید (اسقف کلیسای انگلیکن استان سسکچوان) که مخالف سرسخت مهاجرت غیر انگلیسی‌ها به کانادا بود گرفته شد. جورج لوید در طول سفر مهاجرتی تقریباً فاجعه‌آمیز، که با برنامه‌ریزی و اجرای بسیار ناصحیح همراه بود، خود را از سایرین متمایز ساخت و رهبر مستعمره نشینان، «ایساک مونتگومری»، را در طول سفر به محل کنونی شهر از رهبری برکنار نمود.
هنگامی که در سال ۱۹۰۵ استان‌های آلبرتا و سسکچوان تشکیل شدند، نصف‌النهار چهارم به عنوان مرز انتخاب گردید و شهر را به دو نیم کرد. شهروندان حیرت‌زده با جمع‌آوری امضا تلاش کردند مرز را جابجا کنند تا کل شهر در سسکچوان واقع شود ولی تلاش آن‌ها بی‌نتیجه ماند.
تا ربع قرن بعد لویدمینستر همچنان دو شهر مجزا با دو شهرداری جداگانه بود. اما در نهایت در سال ۱۹۳۰ دولتهای ایالتی موافقت کردند که این شهر را به عنوان یک شهر مشترکاً اداره کنند. همچنین در سال ۱۹۵۸ هر دو استان موافقت نمودند که لویدمینستر را از شهرستان به «شهر» ارتقاء دهند.
در سال ۱۹۹۴ بنای یادبودی به شکل چهار ستون ۱۰۰ فوتی (۳۳ متری) در مرکز شهر برای گرامیداشت وضعیت دو-استانی منحصربه‌فرد لویدمینستر، برپا گردید.
اگرچه اکثریت جمعیت شهر قبلاً در سسکچوان زندگی می‌کردند، اما سالهاست که این نسبت تغییر کرده و قسمت آلبرتای شهر جمعیت بیشتری را در خود جای داده است. در سال ۲۰۰۰ شورای شهر و دفاتر شهرداری از سمت سسکچوان به سمت آلبرتا منتقل شدند.
از آنجا که بنیان گذاران شهر به دنبال ایجاد شهری ایده‌آل و میانه‌رو بودند، در چند سال اول بنیان‌گذاری این شهر، فروش و مصرف مشروبات الکلی در شهر ممنوع بود. امروزه نیز طبق قانون در مکان‌های تفریحی شهر سرگرمی‌های در وضعیت عریان مجاز نمی‌باشد.

## ترکیب جمعیت
| سال   | ۱۹۱۱ | ۱۹۴۱ | ۱۹۵۱ | ۱۹۶۱ | ۱۹۷۱ | ۱۹۸۱  | ۱۹۹۱  | ۲۰۰۱  | ۲۰۰۶  | ۲۰۰۹  |
| ----- | ---- | ---- | ---- | ---- | ---- | ----- | ----- | ----- | ----- | ----- |
| جمعیت | ۲۲۲  | ۱۶۲۴ | ۳۹۳۸ | ۵۶۶۷ | ۸۶۹۱ | ۱۵۰۳۱ | ۱۷۲۸۳ | ۲۰۹۸۸ | ۲۴۰۲۸ | ۲۶۵۰۲ |

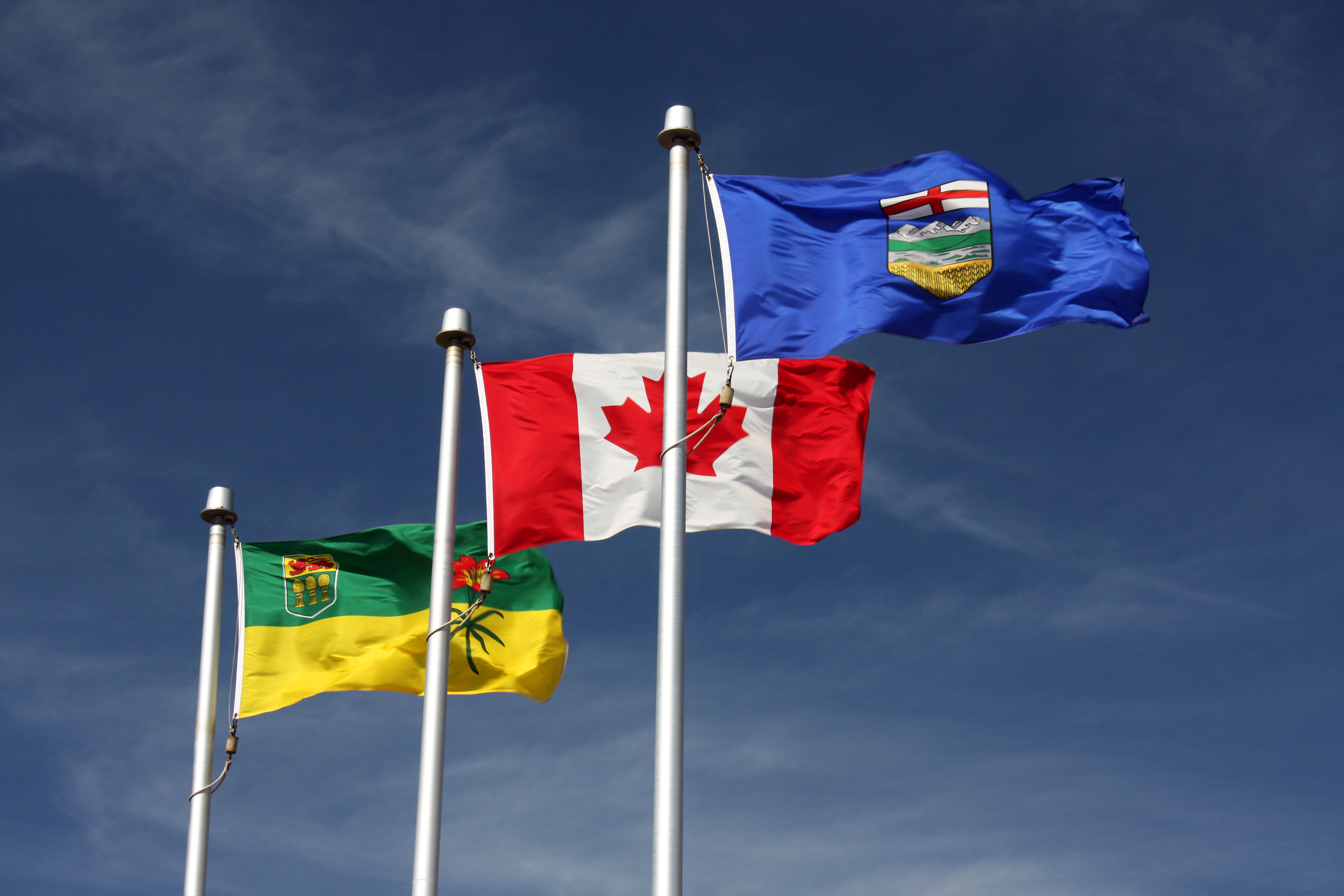
پرچم‌های ساسکچوان و آلبرتا در کنار پرچم کانادا در لویدمینستر

بر اساس سرشماری شهرداری در سال ۲۰۰۹ جمعیت لویدمینستر ۲۶۵۰۲ نفر می‌باشد که ۱۷۴۰۲ نفر (۶۵/۷ درصد) در سمت آلبرتا و ۹۱۰۰ نفر (۳۴/۳ درصد) در سسکچوان ساکن هستند.
بر اساس سرشماری کانادا در سال ۲۰۰۶ جمعیت شهر ۲۴۰۲۸ نفر بود که ۱۵۹۱۰ نفر (۶۶٪) در آلبرتا و ۸۱۱۸ نفر (۳۴٪) در سسکچوان زندگی می‌کرده‌اند. سرشماری فدرال سال ۲۰۰۱ جمعیت کل شهر را ۲۰۹۸۸ نفر اعلام کرد که ۱۳۱۴۸ نفر (۶۲/۶٪) در آلبرتا و ۷۸۴۰ نفر (۳۷/۴٪) در سسکچوان ساکن بوده‌اند. بین سالهای ۲۰۰۱ تا ۲۰۰۶ رشد جمعیت شهر در قسمت آلبرتا ۲۱٪ و در قسمت سسکچوان تنها ۳/۵٪ بوده‌است.
جمعیت دو قسمت شهر در آلبرتا در رتبه دهم و در سسکچوان در رتبه یازدهم جمعیت شهری قرار دارند. چنان‌که کل شهر در یک سوی مرز واقع بود از نظر جمعیت در آلبرتا در رتبه نهم و در سسکچوان در رتبه پنجم قرار می‌گرفت.
ترکیب جمعیت شهر در دو سوی مرز نیز بسیار متفاوت است و جمعیت در قسمت سسکچوان بسیار جوان تر است. میانگین جمعیت در سمت سسکچوان ۲۶/۶ سال و حدوداً ۷ سال کمتر از میانگین ۳۳/۲ سال در آلبرتا می‌باشد. حتی با در نظر گرفتن کل جمعیت شهر، لویدمینستر باز هم جوان‌ترین ترکیب جمعیت در کل کانادا را دارا است. همچنین تمرکز گروه سنی ۲۰–۲۴ سال بیشتر در قسمت ساسکچوان است. هر دو سوی شهر دارای جمعیت مساوی در این گروه سنی می‌باشند (۱۲۲۰ نفر در ساسکچوان و ۱۲۳۰ نفر در آلبرتا) علی‌رغم این که جمعیت سمت آلبرتا تقریباً دو برابر سمت ساسکچوان است.
سرشماری شهر لویدمینستر، جمعیت هر دو سوی شهر، شهرداری ویلتون شماره ۴۷۲ و شهر لاشبورن ساسکچوان و روستای مارشال ساسکچوان را شامل می‌شود.
در زمان سرشماری در سال ۲۰۰۶، ۸٪ جمعیت شهر را «بومیان» (سرخپوست) تشکیل می‌دادند.
حدود ۹۴ درصد جمعیت زبان انگلیسی، کمی بیش از ۱/۴٪ زبان فرانسوی، ۰/۸٪ زبان آلمانی، ۰/۷٪ زبان اکراینی و ۰/۵٪ زبان کریlanguage را به عنوان زبان اصلی خود اعلام کرده‌اند.
زبانهای رایج بعدی زبان چینی و زبان اسپانیایی با حدود ۰/۳٪ بودند. همچنین جمعیت فیلیپینی‌های ساکن لویدمینستر به عنوان کارگران ماهر رو به افزایش می‌باشد.
در زمان سرشماری سال ۲۰۰۱ بیش از ۷۸٪ ساکنین مسیحیت را به عنوان دین خود اعلام کردند و ۱۸٪ خود را بی‌دین معرفی نمودند. طبق گزارش اداره آمار کانادا ۳۰٪ جمعیت کاتولیک رومی، ۱۸٪ عضو کلیسای متحد کانادا، ۷٪ انگلیکن، ۵٪ پروتستان، ۳٪ عضو کلیسای پنطیکاستی، ۲٪ باپتیست و ۱٪ عضو کلیسای ارتدوکس شرق می‌باشند.

## اقتصاد و مالیات

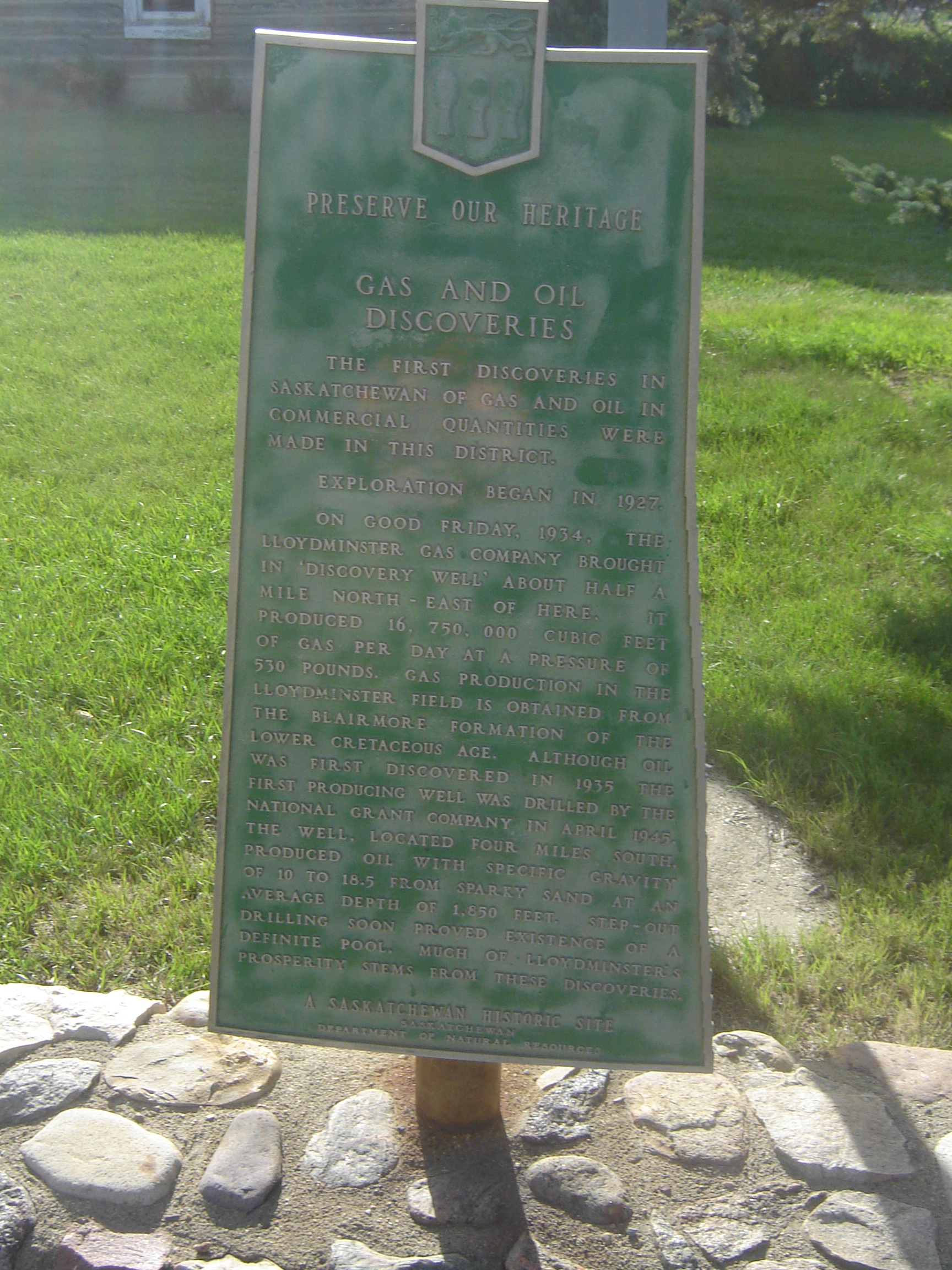
لوح نفت و گاز در مرکز میراث فرهنگی بارکلونی

اقتصاد محلی در درجه اول مبتنی بر صنعت نفت می‌باشد. کشاورزی نیز یک فعالیت اقتصادی مهم است، گرچه بسیاری از کشاورزان منطقه درآمد خود را از اجاره بهای دریافتی بابت چاه‌های نفت حفر شده در زمین خود تأمین می‌کنند. پالایشگاه شرکت نفتی «هاسکی» نیز در لویدمینستر واقع است.
وضعیت دو-استانی لویدمینستر شرایط خاصی را از نظر مالیاتی در محدوده شهر حکمفرما کرده‌است. قسمت ساسکچوان شهر از پرداخت مالیات بر فروش استانی معاف شده‌است تا از تبعیض ناروا به شرکت‌ها و بنگاه‌های این سمت شهر در مقایسه با قسمت آلبرتا که از این مالیات معاف است جلوگیری شود اما هیچ معافیتی برای مالیات بر درآمد که تنها بر اساس محل سکونت مندرج در فرمهای مالیاتی پر شده توسط ساکنین شهر است، وجود ندارد. تفاوت‌های دیگر بین دو قسمت شهر به بیمه خودروها و بیمه مسکن مربوط می‌شود. برای مثال یک راننده با سن کمتر از ۲۵ سال که در سمت آلبرتا زندگی می‌کند تقریباً ۲–۳ برابر میانگین یک راننده ساکن ساسکچوان با همان سن و جنسیت حق بیمه می‌پردازد.

## سیاست
ساکنین بخش آلبرتا در انتخابات مجلس عوام، در محدوده انتخاباتی «وگرویل - وین رایت» قرار می‌گیرند اما در انتخابات شورای قانون‌گذاری آلبرتا در محدوده «ورمیلیون-لویدمینستر» محسوب می‌شوند. ساکنین قسمت سسکچوان شهر در انتخابات فدرال در محدوده «بتلفورد-لویدمینستر» و در انتخابات مجلس سسکچوان جزء محدوده «لویدمینستر» می‌باشند.

## آموزش
مدارس ابتدایی و متوسطه در هر دو سوی مرز از مباحث درسی استان سسکچوان پیروی می‌کنند. تحصیلات پس از دوره متوسطه در لویدمینستر موجود است و کالج «لیک لند» مدارک تحصیلی یک ساله، و دو ساله ارائه می‌دهد.

## رسانه‌ها

### روزنامه
نشریه «مریدین بوستر» در ۱۵۰۰۰۰ خانه در محدوده لویدمینستر و حومه توزیع می‌شود و روزهای دوشنبه، چهارشنبه و جمعه هر هفته منتشر می‌شود. نشریه «لویدمینستر سورس» یک هفته نامه رایگان است که هر سه شنبه و پنج شنبه توزیع می‌شود.

### رادیو
- FM 95.9: CKSA (Country) Lloyd FM
- FM 97.5: CKUA-FM-15 (گوناگون)
- the Goat FM 106.1: CKLM (موسیقی راک)

### تلویزیون
کانال ۲: CKSA, CBC
کانال ۴: CITL, CTV

## آب و هوا
لوید مینستر دارای آب و هوای مرطوب قاره‌ای است. زمستان‌های طولانی خشک و سرد، و تابستان‌های کوتاه گرم و نسبتاً مرطوب. بارش سالانه نسبتاً کم و به‌طور متوسط ۴۰۸ میلی‌متر می‌باشد.
| ماه                                | ژانویه | فوریه | مارس  | آوریل | مه   | ژوئن | ژوئیه | اوت  | سپتامبر | اکتبر | نوامبر | دسامبر | سال   |
| ---------------------------------- | ------ | ----- | ----- | ----- | ---- | ---- | ----- | ---- | ------- | ----- | ------ | ------ | ----- |
| بیشترین رکورد دما درجه سانتیگراد   | ۸٫۲    | ۸٫۶   | ۱۶٫۷  | ۲۷٫۶  | ۳۲٫۳ | ۳۵٫۴ | ۳۶٫۸  | ۳۷٫۴ | ۳۱٫۷    | ۲۶٫۹  | ۱۳     | ۱۰     | ۳۷٫۴  |
| متوسط بیشینه دما درجه سانتیگراد    | ۹٫۸-   | ۶٫۸-  | ۰٫۶-  | ۹٫۹   | ۱۶٫۸ | ۲۰٫۷ | ۲۱٫۶  | ۲۲٫۵ | ۱۶٫۴    | ۹٫۳   | ۳٫۳-   | ۸٫۷-   | ۷٫۴   |
| میانگین دمای روزانه درجه سانتیگراد | ۱۴٫۵-  | ۱۱٫۶- | ۵٫۲-  | ۴     | ۱۰٫۲ | ۱۴٫۷ | ۱۶٫۶  | ۱۵٫۹ | ۱۰٫۲    | ۳٫۶   | ۷٫۴-   | ۱۳٫۳-  | ۱٫۹   |
| متوسط کمینه دما درجه سانتیگراد     | ۱۹٫۲-  | ۱۶٫۴- | ۹٫۸-  | ۱٫۹-  | ۳٫۷  | ۸٫۶  | ۱۰٫۵  | ۹٫۳  | ۳٫۹     | ۳٫۹-  | ۱۱٫۵-  | ۱۷٫۸-  | ۳٫۶-  |
| کمترین رکورد دما درجه سانتیگراد    | ۳۹٫۶-  | ۴۲٫۵- | ۳۱٫۳- | ۲۲٫۶- | ۹-   | ۲٫۲- | ۲٫۹   | ۱٫۸- | ۹-      | ۲۰-   | ۳٫۴-   | ۴۰٫۷-  | ۴۲٫۵- |
| میزان بارش میلیمیتر                | ۱۶٫۲   | ۱۰٫۸  | ۱۲٫۹  | ۲۶٫۷  | ۴۳٫۸ | ۶۸٫۱ | ۸۱    | ۵۷   | ۳۴٫۱    | ۱۷٫۳۴ | ۱۹٫۹   | ۱۵٫۴   | ۴۰۸٫۱ |

## افراد معروف
- کالوین آیره مؤسس Cobog
- کلارک مک‌آرتور بازیکن خط حمله هاکی روی یخNHL
- کلبی ارمسترانگ بازیکن خط حمله هاکی روی یخNHL
- وید ردن بازیکن مدافع هاکی روی یخ NHL